# Francisco López de Gómara

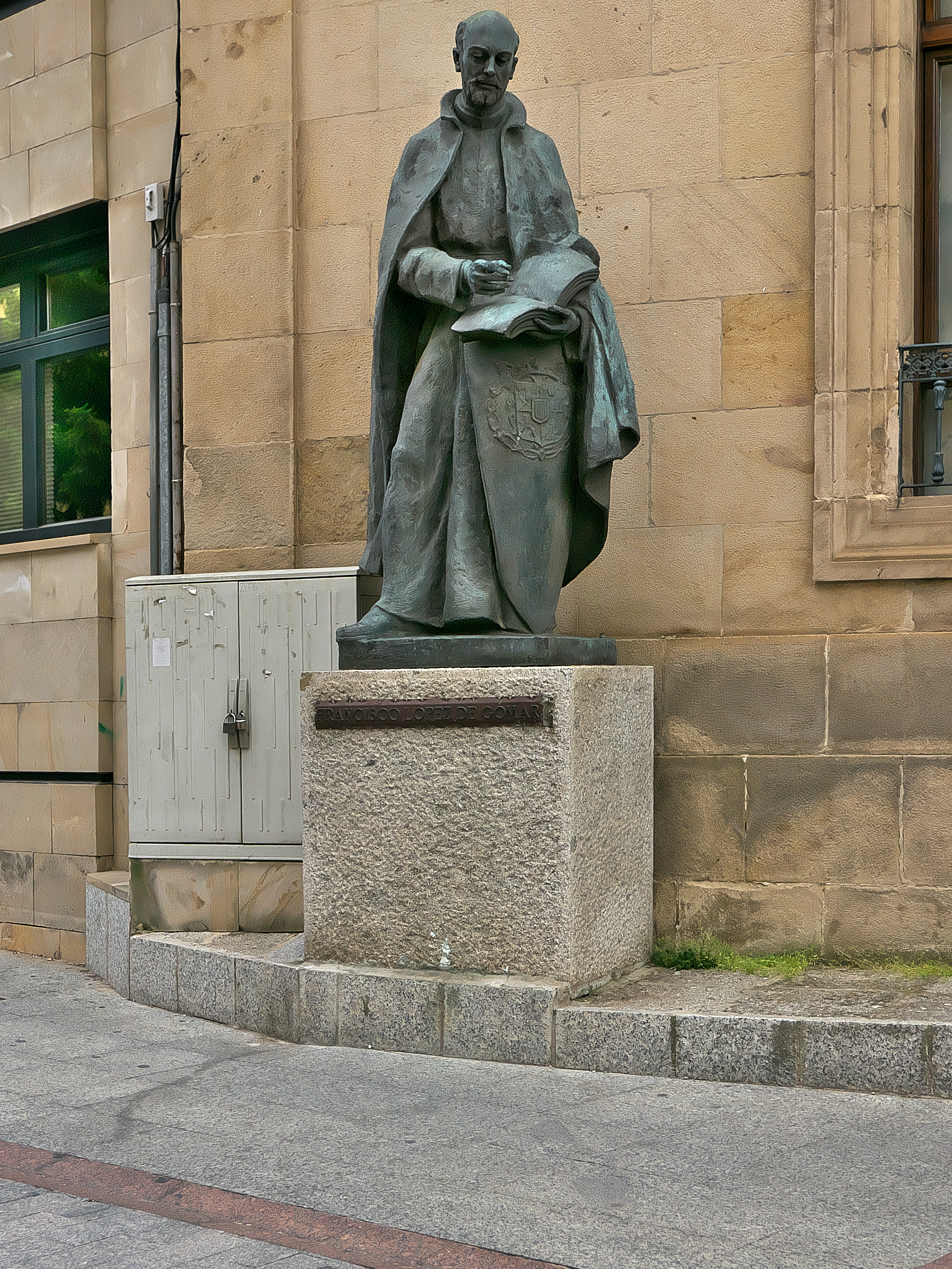
Escultura de Francisco López de Gómara, obra de Federico Coullaut-Valera em Soria, Espanha

Francisco López de Gómara (Gómara, Sória, 1511 – ibidem, 1566), foi um eclesiástico e historiador espanhol que se destacou como cronista da conquista espanhola do México, apesar de nunca ter viajado para o Novo Mundo.
Foi também um humanista que conheceu a Hernán Cortés e ficou na sua casa como capelão, testemunha dos relatos dos que passavam por tal casa, resultando na criação de vários livros ao gosto do seu patrono.
Isso explica que o mesmo Inca Garcilaso de la Vega fizesse anotações à Historia General de las Indias de López de Gómara. Nas ligações pode-se encontrar um fac-símile dessa edição de 1555, anotada por Garcilaso, saída das imprensas de Saragoça. Outro ligação aponta também a fragmentos de um fac-símile, da edição de Martín Nucio, Antuérpia, 1554.
A concepção caudilhista de López de Gómara foi ponto de partida para a visão diferente de Bernal Díaz del Castillo, na sua Historia verdadera de la conquista de la Nueva España.
Algumas das suas obras são:
- Historia general de las Indias
- Historia de la conquista de México
- Crónica de los Barbarrojas
- Anales de Carlos V
- Vida de Hernán Cortés